# Décès en 1307
Décès
- 1303
- 1304
- 1305
- 1306
- 1307
- 1308
- 1309
- 1310
- 1311

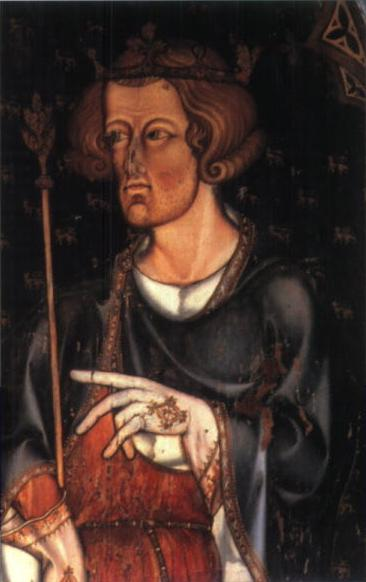
Édouard Ier, mort en 1307.

Cette page dresse une liste de personnalités mortes au cours de l'année 1307 :
- janvier : Wareru, fondateur du Royaume de Ramanya, dans le sud de la Birmanie actuelle (République de l'Union du Myanmar).
- 10 février : Témur Khan, prince mongol descendant de Gengis Khan, est le deuxième empereur de la dynastie Yuan après Kubilai Khan, gouvernant l'Empire chinois.
- 23 mars : Fra Dolcino Tornielli (généralement appelé Dulcin), prêcheur italien souvent décrit comme un hérétique inspiré par les théories franciscaines.
- avril : Constance de Hohenstaufen, également connue sous les noms de Constance II de Sicile ou de Anne de Sicile, impératrice de Byzance, épouse de l'empereur Jean III Doukas Vatatzès.
- 12 avril : Humbert Ier de Viennois, ou Humbert de la Tour du Pin, baron de la Tour et de Coligny avant de devenir, par mariage, dauphin de Viennois.
- 23 avril : Jeanne d'Angleterre, princesse anglaise et comtesse de Hertford et de Gloucester.
- 3/4 juillet : Rodolphe Ier de Bohême, duc d'Autriche (Rodolphe III) et roi de Bohême.
- 7 juillet : Édouard Ier, surnommé Édouard le Sec, Longshanks (« longues jambes ») et Malleus Scottorum (« le Marteau des Écossais »), roi d'Angleterre.
- 22 août : Princesse Reishi, impératrice consort du Japon.
- 11 septembre : Hōjō Tokinori, douzième kitakata rokuhara Tandai (sécurité intérieure de Kyoto).
- octobre : Gilbert de Umfraville, 7e comte d'Angus.
- 9 novembre : Henri III d'Anhalt-Aschersleben, corégent de la principauté d'Anhalt-Aschersleben, puis archevêque de Magdebourg.
- 10 décembre : Thierry IV de Lusace, comte de Pleissnerland puis margrave de Lusace, d'Osterland et enfin Landgrave de Thuringe.
- 23 décembre : Hōjō Hisatoki, neuvième kitakata rokuhara Tandai (sécurité intérieure principale  de Kyoto).

- Abu Yaqub Yusuf an-Nasr, sultan mérinide.
- Guillaume Bodenvlas de Lubbeek, 13e abbé de Parc.
- Grégoire VII d'Anazarbe, Catholicos de l'Église apostolique arménienne.
- Héthoum II d'Arménie, roi d'Arménie.
- Léon IV d'Arménie, roi d'Arménie.
- Hugues II de Châtillon,  comte de St Pol, de Blois, grand maître des arbaletriers.
- Catherine de Courtenay, impératrice titulaire de Constantinople.
- Albert de Trapani, religieux de l'Ordre du Carmel.
- Jacques de Viterbe, théologien et philosophe italien, appartenant à l'ordre des Augustins.
- Douwa, prince djaghataïde qui règne sur la Transoxiane, puis sur le khanat de Djaghataï tout entier sous la suzeraineté de Qaïdu.
- Mas`ûd II, ou Ghiyâth ad-Dunyâ wa ad-Dîn as-Sultân al-'A`zim Mas`ûd ben Kay-Kâwus1, Gıyaseddin Mesud II ou encore Ghiyâth ad-Dîn Mas`ûd II, sultan seldjoukide de Rum.
- Jean Paléologue, despote byzantin.
- Qutlugh Châh, gouverneur de la frontière de l'Arran. Pendant le règne d’Oldjaïtou, en 1307, il mène une campagne dans le Gilan avec l’émir Chupan.
- Jaya Simhavarman III, ou Chế Mân, roi Champa.
- Vakhtang III de Géorgie, roi de Géorgie.
- Benedetto Zaccaria, navigateur génois.

## Crédit d'auteurs
- Cet article est partiellement ou en totalité issu de l'article intitulé « 1307 » (voir la liste des auteurs).